# Гранкур (Во)
Гранкур (фр. Grandcour) — місто  в Швейцарії в кантоні Во, округ Бруа-Вюлі.

## Географія
Місто розташоване на відстані близько 45 км на захід від Берна, 45 км на північний схід від Лозанни.
Гранкур має площу 10,2 км², з яких на 6,8% дозволяється будівництво (житлове та будівництво доріг), 78,9% використовуються в сільськогосподарських цілях, 14,3% зайнято лісами, 0,1% не є продуктивними (річки, льодовики або гори).

## Демографія
2019 року в місті мешкало 952 особи (+19,7% порівняно з 2010 роком), іноземців було 15,5%. Густота населення становила 93 осіб/км².
За віковим діапазоном населення розподілялося таким чином: 24,7% — особи молодші 20 років, 57,6% — особи у віці 20—64 років, 17,8% — особи у віці 65 років та старші. Було 390 помешкань (у середньому 2,4 особи в помешканні).
Із загальної кількості 214 працюючих 76 було зайнятих в первинному секторі, 75 — в обробній промисловості, 63 — в галузі послуг.